# サムドラグプタ
サムドラグプタ（Samudragupta、? - ?）は、かつてインドに存在していたグプタ朝の第2代君主（在位：335年頃/350年頃 - 375年頃）。ガンジス川中流域を拠点として北インドにグプタ朝の版図を拡大させ、経済・文化面でも繁栄を現出させた。
サムドラグプタはかつてマウルヤ朝のアショーカ王により建てられたアラーハーバードの石柱にサンスクリットの碑文を追刻し、碑文には家系、即位の過程、在位中に実施した軍事遠征について記されている。簡潔なパーリ語で平和と正義を称えたアショーカ王の碑文に対して、サムドラグプタの碑文は彼が戦闘で収めた勝利を優雅なサンスクリットで称えている。碑文の内容は史料の裏付けを欠いた箇所もあり、そのまま全てを史実とすることは難しいが、4世紀当時の南アジアの政治情勢とグプタ朝の支配制度について投影されている。碑文はグプタ朝に仕える詩人ハリシェーナがサムドラグプタに捧げた頌徳文であり、文学面においても高い評価を受けている。

## 生涯
グプタ朝の創始者であるチャンドラグプタ1世を父に、名家リッチャヴィ家の娘クマーラデーヴィーを母に持つ。アラーハーバード碑文にはチャンドラグプタ1世が多くの子の中からサムドラグプタを後継者に指名したことが記されており、このため治世の初期にサムドラグプタは他の兄弟の反乱に直面したと推測する意見も存在する。
サムドラグプタの治世は、北インドへの迅速な遠征とその成功によって始まる。サムドラグプタが即位した当時、グプタ朝はビハール北部とベンガル地方北西を支配しており、サムドラグプタはチャンドラグプタ1世の遺言に従ってヒンドゥー教の政治理想であるディグヴィジャヤ（世界征服）を開始する。サムドラグプタの軍事活動により、北インドのベンガル、マトゥラー、エーランに至る領域がグプタ朝の支配領域に組み込まれた。
続いてサムドラグプタは南方への遠征に取り掛かった。ベンガル湾沿いに進出し、デカン高原東部を経てカーンチプラム（現在のタミル・ナードゥ州内に位置する）にまで達したと推測される。しかしながら、この南方遠征では、サムドラグプタの直接支配がうち立てられたわけではなかった。遠征後、捕縛した王を復位させて、グプタ朝の宗主国として間接支配が行われた。これにより、かつてのマウルヤ帝国がアショーカ王の死後まもなく分裂したが、グプタ帝国はサムドラグプタの死後もその支配を維持することができた。
サムドラグプタは「大王のなかの統王」や「最高の帝王」といった称号を用い、神格化された君主として振る舞った。また、365年頃にヒンドゥー教（バラモン教）の大供犠であるアシュヴァメーダ（馬祠祭）を行った。

## 経済・文化
サムドラグプタの時代には貨幣の鋳造も行われた。サムドラグプタの治世には重さ123グレーン（約7.97g）、金の含有量87%の貨幣が鋳造された。ある貨幣にはアシュヴァメーダを執り行うサムドラグプタの姿が、別の貨幣にはサムドラグプタがヴィーナを演奏する様子が刻まれている。
サムドラグプタは学問・詩文・音楽など文化面における保護者でもあった。サムドラグプタ自身も作詩を嗜み、音楽家としても優れた才能を示した。宮廷には多くの詩人・学者などが集い、洗練・発展したインド文化が各地に広がっていった。サムドラグプタは多くの建設事業を実施したことが伝えられているが、現存する建物は確認されていない。
サムドラグプタは他のグプタ朝の君主と同様にヒンドゥー教を好んで信仰していたが、ヒンドゥー教以外の宗教に対しても寛容な姿勢を示した。その例として、仏教の盛んなセイロンの王が、ブッダガヤへの巡礼者のための宗教施設を建てることを認めたことが挙げられる。

## 征服事業

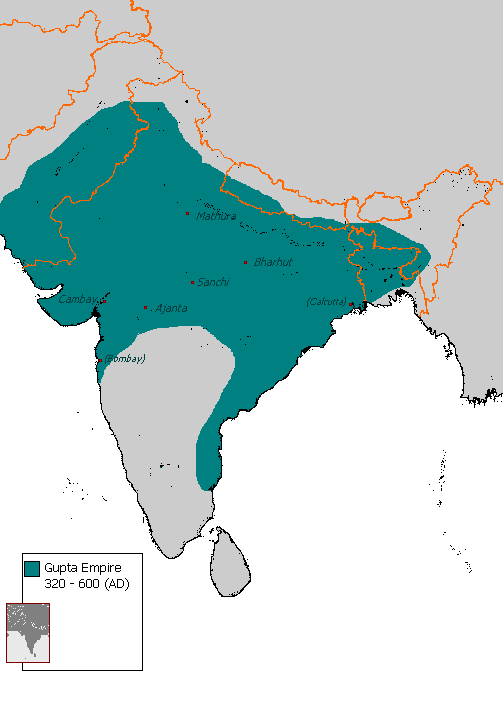
グプタ朝の最大版図

アラーハーバード碑文は、サムドラグプタが破った勢力を以下のように分けている。
- サムドラグプタによって滅ぼされた後、完全に領地を併合された諸侯
  - ガンジス川流域の独立政権
- 貢納を誓い、グプタ朝に組み入れられた諸侯
  - デカン高原のマハナディ川とゴダヴァリ川の間に存在した12の領主
- 臣従を誓った辺境地方の諸王
  - アッサム、マールワー、グジャラート、西パンジャーブ、ラージプーターナーに存在した族長
- 使節を派遣してサムドラグプタの権威を認めた遠隔地の諸王
  - サカ人がインドに建てた王国（インド・スキタイ王国）、クシャーナ朝